# Mike Myers

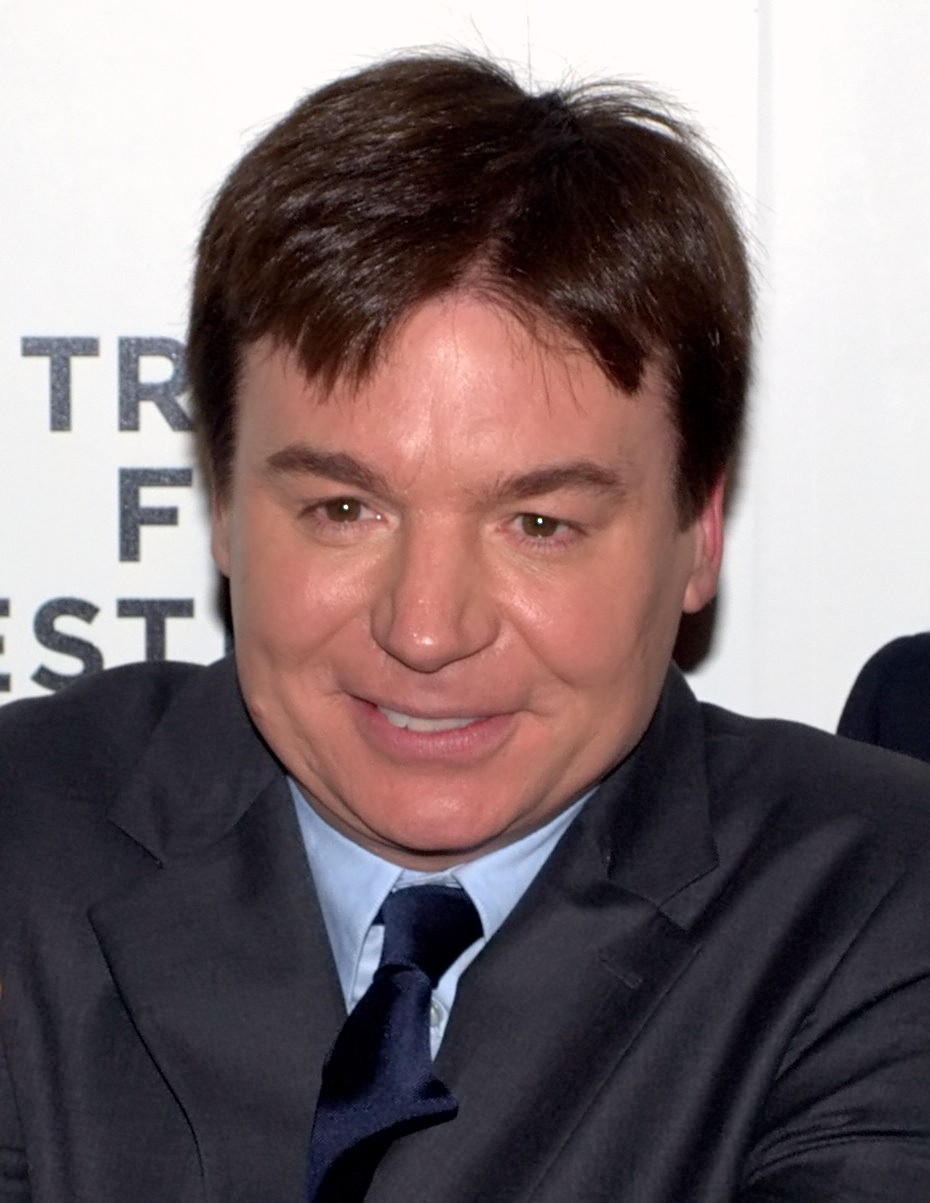
Mike Myers

Mike Myers (n. 25 mai 1963) este un actor, scenarist, producător și cântăreț canadian, cunoscut pentru seriile Austin Powers și Shrek.